# Zito
José Ely de Miranda, przydomek Zito (ur. 18 sierpnia 1932 w Roseira, zm. 14 czerwca 2015 w Santos) – brazylijski piłkarz występujący na pozycji pomocnika.
Rozpoczynał karierę w roku 1952 i poświęcił ją w całości jednemu klubowi – Santos FC. Zdobył z nim dziewięć tytułów Campeonato Paulista, cztery Taça Brasil, dwukrotnie triumfował w Copa Libertadores, zdobył dwa Puchary Interkontynentalne. Oprócz tego sięgnął po zwycięstwo w czterech turniejach Rio-São Paulo. Przez 15 lat w drużynie Santosu rozegrał 733 mecze i strzelił 57 bramek.
Duże sukcesy odnosił także z reprezentacją Brazylii – dwukrotnie zdobył z nią mistrzostwo świata na: mundialu 1958 i mundialu 1962. Ponadto wystąpił na turniejach w 1954 i 1966.
Zito był jednym z najlepszych zawodników środka pola wszech czasów.
Sprawował funkcję kierownika drużyny, której poświęcił całą karierę zawodniczą.